# Leucania costalis
Leucania costalis är en fjärilsart som beskrevs av Moore 1877. Leucania costalis ingår i släktet Leucania och familjen nattflyn. Inga underarter finns listade i Catalogue of Life.